# Korfbalscheidsrechter
Een korfbalscheidsrechter is een persoon die in een korfbalwedstrijd beide teams controleert op het navolgen van de spelregels en het overtreden van de regels bestraft.
Bij korfbal in Nederland is de invulling van de arbitrage afhankelijk van het niveau waarop de wedstrijd gespeeld wordt en in welke competitie er gespeeld wordt. Bij breedtesport volstaat 1 scheidsrechter per wedstrijd, terwijl bij top- en wedstrijdkorfbal 2 KNKV scheidsrechters en jury-invulling aanwezig moet zijn.

## Taak van de scheidsrechter
Een scheidsrechter heeft een belangrijke functie tijdens een korfbalwedstrijd. Zo heeft de scheidsrechter de volgende verantwoordelijkheden:
- de scheidsrechter is verantwoordelijk voor de keuring van het speelveld (binnen of buiten), het materiaal en de veranderingen hiervan tijdens de wedstrijd
- de scheidsrechter is verantwoordelijk voor het ingrijpen bij spelovertredingen d.m.v. fluitsignalen
- de scheidsrechter grijpt in bij onbillijke bevoordeling[bron?]
- de scheidsrechter treedt op tegen wangedrag van spelers en overlast van het publiek

## Opleiding

### Nederland
De korfbalbond geeft de mogelijkheid aan haar korfbalverenigingen om hun leden op te leiden en zo vroeg mogelijk het spelbewijs te laten halen. Dit kan vanaf 14 jaar. Na het behalen van het spelbewijs kan de persoon kiezen voor een vervolgopleiding, zoals:
- jeugdscheidsrechter (E t/m D jeugd)
- verenigingsscheidsrechter
- KNKV scheidsrechter

## Beoordeling en kwaliteitshandhaving

### Nederland
Om de kwaliteit van de scheidsrechters hoog te houden maakt het KNKV gebruik van officiële beoordelaars en waarnemers.
De beoordelaars en waarnemers bezoeken wedstrijdkorfbal en beoordelen de arbitrage. Aan de hand van beoordelingsrapporten wordt de arbitrage beoordeeld.